# Włodzimierz Zwolski
Włodzimierz Andrzej Zwolski (ur. 30 listopada 1922 w Lublinie, zm. 11 czerwca 2011) – polski dipterolog i hydrobiolog.

## Życiorys
W 1950 ukończył studia na Uniwersytecie Marii Curie-Skłodowskiej, w 1959 uzyskał stopień doktora nauk przyrodniczych w Wyższej Szkole Rolniczej w Lublinie. W 1969 habilitował się na UMCS, w latach 1975–1978 pełnił funkcję prodziekana Wydziału Zootechnologii. Od 1982 do 1993 kierował Katedrą Zoologii i Hydrobiologii Akademii Rolniczej w Lublinie. W 1990 uzyskał tytuł profesora na Akademii Rolniczej w Lublinie. Przedmiotem badań Włodzimierza Zwolskiego były krwiopijne muchówki z rodziny meszek (Simuliidae), prowadził kompleksowe badania nad funkcjonowaniem i ochroną różnych typów ekosystemów wodnych. Wykazał po raz pierwszy w Polsce większości gatunków meszek, opracował komponenty ekosystemów wodnych tzw. zoobentos, ze szczególnym uwzględnieniem larw muchówek z rodziny ochotkowatych (Chironomidae). Dorobek naukowy Włodzimierza Zwolskiego obejmuje 70 publikacji z zakresu hydrobiologii, faunistyki i ektoparazytologii.
Pochowany na cmentarzu przy  ulicy Unickiej w Lublinie.

## Odznaczenia
- Złoty Krzyż Zasługi (1973);
- Medal KEN (1978);
- Krzyż Kawalerski Orderu Odrodzenia Polski (1979).